# Spotlight (film)
Spotlight – amerykański dramat biograficzny w reżyserii Toma McCarthy’ego według scenariusza McCarthy’ego i Josha Singera. Przedstawia historię śledztwa dziennikarzy „The Boston Globe” ze „Spotlight”, najstarszego wciąż działającego amerykańskiego dziennikarskiego zespołu śledczego, w sprawie tuszowania licznych przypadków molestowania seksualnego dzieci przez księży katolickich. Scenariusz napisany został na podstawie relacji dziennikarzy „Spotlight”, którzy w 2003 roku za ujawnienie skandalu otrzymali Nagrodę Pulitzera.
Film prezentowany był m.in. podczas 72. Międzynarodowego Festiwalu Filmowego w Wenecji, Festiwali Filmowym w Telluride i Międzynarodowego Festiwalu Filmowego w Toronto. Do amerykańskich kin trafił 6 listopada 2015 roku i zdobył szereg nagród. Nominowany był do sześciu Oscarów, w kategoriach najlepszy film, najlepszy reżyser, najlepszy aktor drugoplanowy (Mark Ruffalo), najlepsza aktorka drugoplanowa (Rachel McAdams), najlepszy scenariusz oryginalny i najlepszy montaż, ostatecznie zdobywając statuetki za najlepszy film i scenariusz.

## Obsada

### Ekipa Spotlight
- Mark Ruffalo jako Michael Rezendes[4]
- Michael Keaton jako Walter „Robby” Robinson[5]
- Rachel McAdams jako Sacha Pfeiffer[4]
- Liev Schreiber jako Marty Baron[5]
- John Slattery jako Ben Bradlee Jr.
- Brian d’Arcy James jako Matt Carroll

### Postacie drugoplanowe
- Stanley Tucci jako Mitchell Garabedian, adwokat[5]
- Gene Amoroso jako Stephen Kurkjian, główny reporter śledczy „The Boston Globe”[6]
- Jamey Sheridan jako Jim Sullivan, adwokat reprezentujący Kościół
- Billy Crudup jako Eric MacLeish, adwokat[5]
- Maureen Keiller jako Eileen McNamara, felietonistka „The Boston Globe”[7]
- Richard Jenkins jako Richard Sipe, psychoterapeuta (głos, niewymieniony w czołówce)
- Paul Guilfoyle jako Peter Conley
- Len Cariou jako kardynał Bernard Law
- Neal Huff jako Phil Saviano
- Michael Cyril Creighton jako Joe Crowley
- Laurie Heineman jako sędzia Constance Sweeney

## Produkcja
Tom McCarthy i Josh Singer ukończyli scenariusz Spotlight w czerwcu 2012 roku, a następnie trafił on na tzw. czarną listę najlepszych niezrealizowanych scenariuszy. W wywiadzie udzielonym magazynowi „Creative Screenwriting” Singer stwierdził, że celem filmu nie jest pozbawianie widzów wiary ani przedstawianie w złym świetle Kościoła katolickiego, a pokazanie potęgi rzetelnego dziennikarstwa, które – chociaż powoli zanikające – wciąż jest ważne.
Zdjęcia rozpoczęły się 24 września 2014 roku w Bostonie, a w październiku przeniosły się do Hamilton w Ontario. W Bostonie zdjęcia kręcono m.in. na stadionie Fenway Park, biurach „The Boston Globe” w dzielnicy Dorchester i Boston Public Library, zaś w Hamilton na Uniwersytecie McMastera. Montażysta Tom McArdle stwierdził, że film montowany był przez osiem miesięcy, ponieważ twórcy chcieli, żeby był on jak najdoskonalszy.

## Dystrybucja
Światowa premiera filmu odbyła się podczas 72. Międzynarodowego Festiwalu Filmowego w Wenecji, gdzie nagrodzony został owacją na stojąco. 6 listopada 2015 roku film trafił do ograniczonej dystrybucji w Stanach Zjednoczonych, zaś do szerokiej trzy tygodnie później, 25 listopada.

## Odbiór

### Box office
Do 28 lutego 2016 roku film, przy budżecie wynoszącym 20 milionów dolarów, zarobił na całym świecie 61 milionów, z czego większość wpływów pochodzi z Ameryki Północnej. W trakcie pierwszego weekendu ograniczonej dystrybucji, kiedy wyświetlany był w pięciu kinach, zarobił 295 tys. dolarów, będąc jednym z najbardziej dochodowym pod względem ilości zysków z ekranu filmem 2015 roku. W szerokiej dystrybucji podczas pierwszego weekendu zarobił 4,5 miliona dolarów, plasując się na 8. miejscu amerykańskiego box office’u.
W Polsce film trafił do kin 5 lutego 2016 roku, w premierowy weekend plasując się na 7. miejscu w box offisie. W ciągu dwóch tygodni film obejrzało 50,5 tys. widzów.

### Opinie krytyków
W agregatorze recenzji Rotten Tomatoes średnia ocena filmu na podstawie 258 recenzji wynosi 8.9/10. Konsensus krytyków podsumowuje: „Spotlight z wdziękiem radzi sobie z drastycznymi szczegółami opartej na faktach historii, twórcy opierają się jednak pokusie gloryfikowania bohaterów, co przekłada się na dramat honorujący zarówno widza, jak i prawdziwe postaci będące jego tematem”. W serwisie Metacritic średnia z 45 ocen krytyków wynosi 93/100, co przekłada się na „powszechne uznanie” krytyków. Podczas Międzynarodowego Festiwalu Filmowego w Toronto w 2015 roku film zajął trzecie miejsce w plebiscycie publiczności.

### Reakcje ze strony Watykanu
Radio Watykańskie nazwało film „szczerym” i „ważnym”, twierdząc, że pomógł Kościołowi katolickiemu w Stanach Zjednoczonych „w pełni zaakceptować grzech, przyznać to publicznie i przyjąć wszystkie konsekwencje”. Luca Pellegrini na stronie Radia Watykańskiego napisał, że reporterzy „The Boston Globe” „uczynili z siebie przykład najczystszego oddania, tak pod względem odnajdywania faktów, jak i weryfikowania źródeł, działając dla dobra społeczeństwa i miasta, stając się paladynami potrzebnymi sprawiedliwości”. W lutym 2016 roku watykańska komisja ds. pedofilii wśród duchownych wzięła udział w prywatnym pokazie filmu.

### Krytyka
W artykule zamieszczonym 8 stycznia 2016 roku w „The New York Timesie” pojawił się krytyczny głos na temat filmu, twierdzący, że wprowadza on w błąd opisując sposób, w jaki Kościół traktował przypadki molestowania seksualnego dzieci. Krytyk stwierdził, że największą wadą filmu jest nieukazanie w nim opinii psychologów zapewniających Kościół, że księża pedofile po odbyciu terapii mogą powrócić do kapłaństwa. Dystrybutor filmu, Open Road Films, odpowiedział, że był to rozpowszechniony mit mający odwrócić uwagę od spraw o molestowanie.

### Opinia Jacka Dunna
Film został skrytykowany przez Jacka Dunna (granego przez Gary’ego Galone’a), członka zarządu Boston College High School, za przedstawienie go jako obojętnego wobec skandalu. Po obejrzeniu filmu stwierdził, że był świadomy problemów i opracował czteropunktowy plan mający na celu uporanie się z nimi. Walter Robinson i Sacha Pfeiffer z „The Boston Globe” w odpowiedzi na jego oświadczenie stwierdzili, że podtrzymują wersję przedstawioną w filmie, a Dunn w dniu, w którym z nim rozmawiali, zrobił wszystko, żeby jak najmniej ucierpiała reputacja reprezentowanej przez niego instytucji. Według nich przedstawiona w filmie scena z Dunnem, mająca miejsce na początku 2002 roku, odpowiada rzeczywistości, ponieważ w trakcie wywiadu dał on przykład „natchnionego public relations mającego na celu obronę Boston College High School”.

## Wyróżnienia
Spotlight został ujęty przez wielu krytyków w pierwszej dziesiątce najlepszych filmów 2015 roku. Film otrzymał ponad setkę branżowych nagród i nominacji. Amerykański Instytut Filmowy wybrał Spotlight jednym z 10 najlepszych filmów roku. Film otrzymał 3 nominacje do Złotych Globów: dla Najlepszego filmu dramatycznego, Najlepszego reżysera, Toma McCarthy’ego i Najlepszego scenariusza dla McCarthy’ego i Josha Singera. Został nominowany także do pięciu Independent Spirit Awards, w tym za Najlepszy film, dla Najlepszego reżysera, za Najlepszy scenariusz, Najlepszy montaż oraz honorowej Nagrody Roberta Altmana dla Najlepszej obsady. Rachel McAdams oraz cała główna obsada filmu, otrzymali kolejno nominacje za Wybitny występ aktorki w roli drugoplanowej oraz za Wybitny występ obsady w filmie kinowym do Nagrody Gildii Aktorów Ekranowych (SAG) w 2015 roku.
Koło Krytyków Filmowych z Nowego Jorku (NYFCC) nagrodziło Michael Keatona, gdzie ponadto wygrał jeszcze w takich kategoriach jak Najlepszy Film, Najlepszy Reżyser, Najlepszy Scenariusz oraz najlepszą obsadę podczas internetowego głosowania New York Film Critics Online. Film wygrał również w kategorii Najlepszy Film i Najlepszy Scenariusz w Stowarzyszeniu Krytyków Filmowych z Los Angeles (LAFCA). Otrzymał także osiem nominacji od Broadcast Film Critics Association do Nagród Critics’ Choice, w tym dla Najlepszego Reżysera, Scenariusza, Aktora Drugoplanowego, Najlepszej Obsady, Najlepszej Aktorki Drugoplanowej i Najlepszej Muzyki, zdobywając trzy pierwsze wyróżnienia. Wyróżniono go także Nagrodą Satelita za Najlepszą Obsadę i dodatkowo nominowano do sześciu innych nagród, w tym za Najlepszy Film, dla Najlepszego Reżysera, Najlepszego aktora drugoplanowego, Najlepszej aktorki drugoplanowej oraz Najlepszego Scenariusza Oryginalnego. Listę nominacji dopełnia sześć nominacji do Oscarów, w tym dla Najlepszego Filmu, Najlepszego Reżysera, Najlepszego Scenariusza Oryginalnego, Najlepszego Aktora Drugoplanowego, Najlepszej Aktorki Drugoplanowej i Najlepszego Montażu.